# Business as usual
La expresión en inglés business as usual se refiere a que una organización siga operando conforme a métodos presentes o pasados, en particular cuando aparecen circunstancias externas que aconsejan realizar cambios. En castellano, podría traducirse por seguir como siempre / como hasta ahora / de la forma acostumbrada, seguir haciendo lo de siempre, continuar con la rutina o que todo siga igual (TSI).